# Nianing
Nianing est un village du Sénégal, situé sur la Petite-Côte, au sud de Dakar, à 8 km de Mbour.

## Histoire
Nianing était autrefois un grand port commercial (coton, arachide).
Aujourd'hui la petite ville se trouve sur la route principale qui va de M'bour à Joal-Fadiouth.

## Administration
Nianing fait partie de la Communauté rurale de Malicounda dans le département de M'bour (région de Thiès).

## Géographie
Les localités les plus proches sont Saly Niakhniakhal, Mbour, Warang, Gagnabougou, Mbodiène Pointe-Sarène, Ponto et Nianing Boro.

## Population
Selon le PEPAM (Programme d'eau potable et d'assainissement du Millénaire), Nianing compterait 6 448 personnes et 736 ménages.
La population est majoritairement d'origine sérère, souvent catholique.

## Économie
La pêche constitue la première ressource locale. Il faut y ajouter l'élevage, l'agriculture, le commerce. Auparavant prisé des touristes cherchant à éviter la trop fréquentée Saly, le Domaine de Nianing était un magnifique complexe touristique dans un magnifique parc, qui a malheureusement fermé ses portes en 2015, plombé par les rumeurs de maladies, de terrorisme qui n'ont jamais été prouvés dans cette région du Sénégal.
Le domaine a depuis été racheté par un investisseur sénégalais, mais à ce jour le complexe n’est plus vraiment entretenu , le restaurant a été rasé  , il est fermé.
Il y a aussi des campements touristiques comme Oasis, le Bentenier, le Girafon.